# 록맨 X
《록맨 X》는 오리지널 록맨으로부터 100년 뒤를 다룬 《록맨》의 하위 시리즈이다. 영어판 제목은 《메가맨 X》(Mega Man X)이다.

## 개요
록맨 6의 다음에 발매된 게임으로, 록맨과 같은 12월 17일에 발매되었다. 슈퍼 패미컴 시장에 진출을 목적으로 만들어졌으며, 현재는 PC와 PS1, SS, PS2, NGC, GBC, PSP용으로도 발매된 상태이다. 록맨과는 달리 무겁고 진지한 세계관을 가지고 있으며 록맨과의 차별성을 주었다. 게임 시간상은 록맨으로부터 100년뒤라는 설정이다.
2008년 말에 컴투스에서 모바일 게임으로 한국에 출시하였다.
등장하는 보스 캐릭터들은 주로 동물과 식물을 모티브로 삼고 있다. 초반에는 실존하지 않는 동물은 모티브 삼지 않겠다는 계획이 있었지만, 록맨 X4의 '마그마드 드라군'(용)과 록맨 X5의 '스파이럴 페가시온'(페가수스), 록맨 X6의 '블레이즈 히트닉스'(불사조)는 실존하지 않는 상상의 동물을 이용하였고, 록맨 X1의 '버닝 나우만더'(맘모스)와 록맨 X5의 '번 디노렉스'(티라노사우루스), 록맨 X8의 '어스록 트릴로비치'(삼엽충)도 실존하지 않는 고대/원시의 동물을 모티브로 하였다.
본 게임의 스토리는 록맨 제로와 연관되어 있다. 자세한 것은 록맨 시리즈의 시간적 순서를 참조.

## 시스템
기본적은 게임 시스템은 록맨을 계승하였지만, 록맨X만의 특징을 표현하기 위해 확장성과 액션을 더욱 강조하였다. 밑은 록맨 X에서 새롭게 추가된 시스템이다.
- 캐릭터의 성능을 강화시키는 파츠, 아머
- 캐릭터의 체력을 상향시켜주는 라이프 업.
- 스피디한 액션과 캐릭터의 회피, 이동을 위한 대쉬/벽 차기
- 스테이지 공략과 게임 플레이를 도와주는 서포트 머신

록맨 X4부터는 전작에 비해 시스템이 더욱 강화되었다.
- PC 플레이 가능
- 게임 데이터 세이브 시스템
- 보스전에서 나타나는 WARNING 메시지

## 작품
- 록맨 X (SFC),(PC) / 1993년
- 록맨 X2 (SFC) / 1994년
- 록맨 X3 (SFC, PS, SS, PC) / 1995년, 1996년
- 록맨 X4 (PS, best, SS, サタコレ, PC) / 1997년, 1998년
- 록맨 X5 (PC, PS, best) / 2000년, 2002년
- 록맨 X6 (PC, PS, best) / 2001년, 2002년
- 록맨 X7 (PC, PS2) / 2003년
- 록맨 X8 (PC, PS2) / 2005년
- 록맨 X 사이버 미션 (GB) / 2000년
- 록맨 X2 소울 이레이저 (GBC) / 2001년
- 록맨 X 커맨드 미션 (PS2, GC) / 2004년
- 이레귤러 헌터 X (PSP) / 2005년

## 스토리
서력 21XX년, '록맨'의 세계에서 약 100년 후의 미래. 로봇 공학 계의 제1인자 닥터 라이트가 100년 전에 봉인한 로봇 엑스가 주인공. 사람들은 마음을 가진 로봇 '레프리로이드' 와 평화로운 생활을 하고 있었다. 어느 날, AI칩이 부서지는 고장이나 결함의 원인으로 인간에게 해를 입히는 '이레귤러' 라 불리는 레프리로이드가 나타나고, 엑스와 제로는 이레귤러를 쓰러트리는 '이레귤러 헌터' 로써 지구의 평화를 위해 싸워가게 된다.

## 록맨X의 보스
아래는 록맨X 시리즈에서 등장하는 보스 목록이다.(일판/영판 순이며, 이름이 하나인 경우 일판과 영판의 이름이 같다.)